# Лисий кузу
Ли́сий кузу́, или щё́ткохвост, или лисови́дный по́ссум, или обыкнове́нный кузу́-лиса́ (Trichosurus vulpecula) — млекопитающее семейства кускусовых.

## Описание
Длина тела составляет от 32 до 58 см, длина хвоста — от 24 до 40 см, вес — от 1,2 до 4,5 кг. Выражен половой диморфизм, самцы значительно крупнее самок. У кузу острая мордочка, длинные уши, мех серого цвета, иногда коричневого, встречаются альбиносы. Хвост длинный и пушистый. Диплоидное число хромосом 2n = 20.

## Распространение
Живёт на значительной территории восточной Австралии, в некоторых районах западной Австралии, в частности вблизи Перта, на севере материка и на острове Тасмания. В XIX веке лисий кузу был завезён в Новую Зеландию, где в отсутствие хищников сильно размножился и стал опасным инвазивным видом.

## Образ жизни
Лисий кузу живёт на деревьях, активен ночью. Днём отдыхает в дуплах или в своеобразных гнёздах. Также устраивает логова. Питается листьями, ягодами, фруктами.
Брачный сезон не имеет чётких границ, длится круглый год. В Новой Зеландии, однако, по данным Кроули чётко выраженный сезон размножения с апреля по июль. Деторождение происходит в сентябре—ноябре и в марте—мае. Беременность длится 16—18 дней. Рождается 1 детёныш, который живёт с матерью до 9 месяцев. В целом, продолжительность жизни составляет до 13 лет.

## Враги
Основными хищниками, которые охотятся на лисьего кузу, являются хищные птицы и вараны. Раньше люди в значительных объёмах уничтожали этих животных из-за их ценного меха. Он экспортировался из Австралии под названием «австралийский опоссум» или «аделаидская шиншилла». Только в 1906 году на меховых рынках Нью-Йорка и Лондона было продано 4 млн шкурок лисьего кузу. Сегодня этот вид находится под охраной.